# Gubernatrix
Gubernatrix is een monotypisch geslacht van vogels uit de familie  Tangaren (Thraupidae):
- Gubernatrix cristata  – Groene kardinaal